# Élections législatives de 2024 dans l'Indre
Les élections législatives françaises de 2024 dans l'Indre se déroulent les 30 juin et 7 juillet 2024. Dans le département, deux députés sont à élire dans le cadre de deux circonscriptions, à la suite de la dissolution de l'Assemblée nationale par Emmanuel Macron.
Le choix de cette dissolution est pris après la défaite de la liste Renaissance aux élections européennes qui ont eu lieu le 9 juin 2024.

## Contexte
| Circonscription | RN      | ENS     | PS - PP | LFI    | LR     |
| --------------- | ------- | ------- | ------- | ------ | ------ |
| Circonscription |         |         |         |        |        |
| 1re             | 39,04 % | 13,85 % | 11,44 % | 6,16 % | 6,77 % |
| 2e              | 40,94 % | 13,25 % | 11,16 % | 4,41 % | 7,21 % |

## Système électoral
Les élections législatives ont lieu au scrutin uninominal majoritaire à deux tours dans des circonscriptions uninominales.
Est élu au premier tour le candidat qui réunit la majorité absolue des suffrages exprimés et un nombre de voix au moins égal au quart des électeurs inscrits dans la circonscription, soit 25 %. Si aucun des candidats ne satisfait ces conditions, un second tour est organisé entre les candidats ayant réuni un nombre de voix au moins égal à un huitième des inscrits, soit 12,5 %. Les deux candidats arrivés en tête du 1er tour se maintiennent néanmoins par défaut si un seul ou aucun d'entre eux n'a atteint ce seuil. Au second tour, le candidat arrivé en tête est déclaré élu,.
Le seuil de qualification basé sur un pourcentage du total des inscrits et non des suffrages exprimés rend plus difficile l'accès au second tour lorsque l'abstention est élevée. Le système permet en revanche l'accès au second tour de plus de deux candidats si plusieurs d'entre eux franchissent le seuil de 12,5 % des inscrits. Les candidats en lice au second tour peuvent ainsi être trois, un cas de figure appelé « triangulaire ». Les second tours où s'affrontent quatre candidats, appelés « quadrangulaire » sont également possibles, mais beaucoup plus rares,.

### Partis et nuances
Les résultats des élections sont publiés en France par le ministère de l'Intérieur, qui classe les partis en leur attribuant des nuances politiques. Ces dernières sont décidées par les préfets, qui les attribuent indifféremment de l'étiquette politique déclarée par les candidats, qui peut être celle d'un parti ou une candidature sans étiquette.
Seuls le Parti communiste français (COM), La France insoumise (FI), le Parti socialiste (SOC), le Parti radical de gauche (RDG), Les Écologistes (VEC), Renaissance (RE), le Mouvement démocrate (MDM), Horizons (HOR), l'Union des démocrates et indépendants (UDI), Les Républicains (LR), le Rassemblement national (RN) et Reconquête (REC) se voient attribuer en 2024 des nuances propres. Les coalitions Ensemble et Nouveau front populaire, ainsi que les candidats de l'alliance LR-Ciotti-RN, en bénéficient également indirectement, les nuances Ensemble ! (Majorité présidentielle) (ENS), Union de la gauche (UG) et Union de l'extrême-droite (UXD) étant attribuables aux candidats bénéficiant respectivement du soutien de deux partis du centre, de deux partis de gauche ou de deux partis d'extrême-droite,.
Tous les autres partis se voient attribuer l'une ou l'autre des nuances suivantes : EXG (extrême gauche), DVG (divers gauche), ECO (écologiste), REG (régionaliste), DVC (divers centre), DVD (divers droite), DSV (droite souverainiste) et EXD (extrême droite). Des partis comme Debout la France ou Lutte ouvrière ne disposent ainsi pas de nuances propres, et leurs résultats nationaux ne sont pas publiés séparément par le ministère, car mélangés avec d'autres partis (respectivement dans les nuances DSV et EXG).

## Candidats et suppléants
Dans les deux circonscriptions que compte le département, 5 binômes se portent candidats, soit un total de 10 dans l'ensemble du département de l'Indre.
Première circonscription
| Candidats | Candidats | Candidats                 | Parti | Principales fonctions           | Réf.   |
| --------- | --------- | ------------------------- | ----- | ------------------------------- | ------ |
| T         |           | Éloïse Gonzalez           | LFI   | Enseignante                     | [ 12 ] |
| s         |           | Amélie Dumans             | EELV  | Conseillère municipale du Blanc | [ 12 ] |
|           |           |                           |       |                                 |        |
| T         |           | Véronique Gélinaud        | LO    | Aide-soignante à la retraite    | [ 13 ] |
| s         |           | Elisabeth Milon           | LO    | Enseignante à la retraite       | [ 13 ] |
|           |           |                           |       |                                 |        |
| T         |           | Marie-Odile Trusch        | REC   |                                 |        |
| s         |           | Jean-Michel Perroult      | REC   |                                 |        |
|           |           |                           |       |                                 |        |
| T         |           | François Jolivet          | HOR   | Député sortant                  |        |
| s         |           | José Figueiredo Goncalves | MoDem | Conseiller municipal de Déols   |        |
|           |           |                           |       |                                 |        |
| T         |           | Mylène Wunsch             | RN    |                                 | [ 14 ] |
| s         |           | Jean-Pierre Cantalupi     | RN    |                                 | [ 14 ] |

Deuxième circonscription
| Candidats | Candidats | Candidats             | Parti     | Principales fonctions                                                      | Réf.   |
| --------- | --------- | --------------------- | --------- | -------------------------------------------------------------------------- | ------ |
| T         |           | Pierre Schwarz        | DEC (DNM) | Chef de projet en informatique, réalisateur de courts métrages d'animation | ,      |
| s         |           | Guillaume Settembrini | SE        | Commercial                                                                 | ,      |
|           |           |                       |           |                                                                            |        |
| T         |           | Clément Sapin         | PS        | Adjoint au maire d'Argenton-sur-Creuse                                     | ,      |
| s         |           | Stéphanie Grelet      | PCF       | Aide à domicile et secrétaire administrative                               | ,      |
|           |           |                       |           |                                                                            |        |
| T         |           | Damien Mercier        | LO        | Ancien éducateur spécialisé                                                | [ 19 ] |
| s         |           | Nathalie Doiseau      | LO        |                                                                            | [ 19 ] |
|           |           |                       |           |                                                                            |        |
| T         |           | Nicolas Forissier     | LR        | Député sortant                                                             |        |
| s         |           | Alix Fruchon          | LR        | Conseillère municipale de Châteauroux                                      |        |
|           |           |                       |           |                                                                            |        |
| T         |           | Marc Siffert          | RAD RN    | Conseiller municipal au Plessis-Robinson                                   | [ 14 ] |
| s         |           | Sylviane Guyonnet     | RN        |                                                                            | [ 14 ] |

## Élus
| Circonscription | Député sortant    | Parti | Parti | Groupe | Député élu ou réélu | Parti | Parti | Groupe |
| --------------- | ----------------- | ----- | ----- | ------ | ------------------- | ----- | ----- | ------ |
| 1re             | François Jolivet  |       | HOR   | HOR    | François Jolivet    |       | HOR   | HOR    |
| 2e              | Nicolas Forissier |       | LR    | LR     | Nicolas Forissier   |       | LR    | DR     |

## Résultats

### Résultats à l'échelle du département

#### Résultats par coalition
| Parti                                       | Parti                                       | Parti                       | Premier tour | Premier tour | Premier tour | Second tour | Second tour   | Second tour | Total Sièges  | +/-           |
| Parti                                       | Parti                                       | Parti                       | Voix         | %            | Sièges       | Voix        | %             | Sièges      | Total Sièges  | +/-           |
| ------------------------------------------- | ------------------------------------------- | --------------------------- | ------------ | ------------ | ------------ | ----------- | ------------- | ----------- | ------------- | ------------- |
|                                             |                                             | Républicains à droite (RÀD) | 24 512       | 22,72        | 0            | 27 242      | 25,60         | 0           | 0             | Nv            |
|                                             | Rassemblement national (RN)                 | 19 755                      | 18,31        | 0            | 21 689       | 20,38       | 0             | 0           | en stagnation |               |
| Total Rassemblement national et alliés (RN) | Total Rassemblement national et alliés (RN) | 44 267                      | 41,02        | 0            | 48 931       | 45,98       | 0             | 0           | en stagnation |               |
|                                             |                                             | Parti socialiste (PS)       | 13 783       | 12,77        | 0            | Retrait     | Retrait       | Retrait     | 0             | Nv            |
|                                             | La France insoumise (LFI)                   | 10 658                      | 9,88         | 0            | Retrait      | Retrait     | Retrait       | 0           | en stagnation |               |
| Total Nouveau Front populaire (NFP)         | Total Nouveau Front populaire (NFP)         | 24 441                      | 22,65        | 0            | Retrait      | Retrait     | Retrait       | 0           | en stagnation |               |
|                                             |                                             | Les Républicains (LR)       | 18 700       | 17,33        | 0            | 30 423      | 28,59         | 1           | 1             | en stagnation |
| Total Union de la droite et du centre (UDC) | Total Union de la droite et du centre (UDC) | 18 700                      | 17,33        | 0            | 30 423       | 28,59       | 1             | 1           | en stagnation |               |
|                                             |                                             | Horizons (HOR)              | 17 256       | 15,99        | 0            | 27 060      | 25,43         | 1           | 1             | en stagnation |
| Total Ensemble pour la République (ENS)     | Total Ensemble pour la République (ENS)     | 17 256                      | 15,99        | 0            | 27 060       | 25,43       | 1             | 1           | en stagnation |               |
|                                             | Lutte ouvrière (LO)                         | Lutte ouvrière (LO)         | 1 687        | 1,56         | 0            |             |               |             | 0             | en stagnation |
|                                             | Décidons nous-mêmes (DNM)                   | Décidons nous-mêmes (DNM)   | 836          | 0,77         | 0            | 0           | Nv            |             |               |               |
|                                             | Reconquête (REC)                            | Reconquête (REC)            | 716          | 0,66         | 0            | 0           | en stagnation |             |               |               |
|                                             |                                             |                             |              |              |              |             |               |             |               |               |
| Suffrages exprimés                          | Suffrages exprimés                          | Suffrages exprimés          | 107 903      | 96,43        |              | 106 414     | 94,57         |             |               |               |
| Votes blancs                                | Votes blancs                                | Votes blancs                | 2 532        | 2,26         | 4 051        | 3,60        |               |             |               |               |
| Votes nuls                                  | Votes nuls                                  | Votes nuls                  | 1 460        | 1,30         | 2 055        | 1,83        |               |             |               |               |
| Total                                       | Total                                       | Total                       | 111 895      | 100          | 0            | 112 520     | 100           | 2           | 2             | en stagnation |
| Abstention                                  | Abstention                                  | Abstention                  | 52 551       | 31,96        |              | 51 940      | 31,58         |             |               |               |
| Inscrits/Participation                      | Inscrits/Participation                      | Inscrits/Participation      | 164 446      | 68,04        | 164 460      | 68,42       |               |             |               |               |

#### Résultats par nuance
| Nuance                 | Nuance                    | Nuance                 | Premier tour | Premier tour | Premier tour | Second tour | Second tour   | Second tour | Total Sièges | +/-           |  |
| Nuance                 | Nuance                    | Nuance                 | Voix         | %            | Sièges       | Voix        | %             | Sièges      | Total Sièges | +/-           |  |
| ---------------------- | ------------------------- | ---------------------- | ------------ | ------------ | ------------ | ----------- | ------------- | ----------- | ------------ | ------------- |  |
|                        | Union de l'extrême droite | UXD                    | 24 512       | 22,72        | 0            | 27 242      | 25,60         | 0           | 0            | Nv            |  |
|                        | Union de la gauche        | UG                     | 24 441       | 22,65        | 0            | Retrait     | Retrait       | Retrait     | 0            | en stagnation |  |
|                        | Rassemblement national    | RN                     | 19 755       | 18,31        | 0            | 21 689      | 20,38         | 0           | 0            | en stagnation |  |
|                        | Les Républicains          | LR                     | 18 700       | 17,33        | 0            | 30 423      | 28,59         | 1           | 1            | en stagnation |  |
|                        | Horizons                  | HOR                    | 17 256       | 15,99        | 0            | 27 060      | 25,43         | 1           | 1            | en stagnation |  |
|                        | Extrême gauche            | EXG                    | 1 687        | 1,56         | 0            |             |               |             | 0            | en stagnation |  |
|                        | Divers                    | DIV                    | 836          | 0,77         | 0            | 0           | Nv            |             |              |               |  |
|                        | Reconquête                | REC                    | 716          | 0,66         | 0            | 0           | en stagnation |             |              |               |  |
|                        |                           |                        |              |              |              |             |               |             |              |               |  |
| Suffrages exprimés     | Suffrages exprimés        | Suffrages exprimés     | 107 903      | 96,43        |              | 106 414     | 94,57         |             |              |               |  |
| Votes blancs           | Votes blancs              | Votes blancs           | 2 532        | 2,26         | 4 051        | 3,60        |               |             |              |               |  |
| Votes nuls             | Votes nuls                | Votes nuls             | 1 460        | 1,30         | 2 055        | 1,83        |               |             |              |               |  |
| Total                  | Total                     | Total                  | 111 895      | 100          | 0            | 112 520     | 100           | 2           | 2            | en stagnation |  |
| Abstention             | Abstention                | Abstention             | 52 551       | 31,96        |              | 51 940      | 31,58         |             |              |               |  |
| Inscrits/Participation | Inscrits/Participation    | Inscrits/Participation | 164 446      | 68,04        | 164 460      | 68,42       |               |             |              |               |  |

### Résultats par circonscription

#### Première circonscription
- Député sortant : François Jolivet (Horizons)

| Candidat                 | Candidat                 | Parti et coalition       | Nuances                  | Premier tour | Premier tour | Second tour | Second tour |
| Candidat                 | Candidat                 | Parti et coalition       | Nuances                  | Voix         | %            | Voix        | %           |
| ------------------------ | ------------------------ | ------------------------ | ------------------------ | ------------ | ------------ | ----------- | ----------- |
|                          | Mylène Wunsch            | RN                       | RN                       | 19 755       | 40,20        | 21 689      | 44,49       |
|                          | François Jolivet         | HOR (ENS)                | HOR                      | 17 256       | 35,12        | 27 060      | 55,51       |
|                          | Éloïse Gonzalez          | LFI (NFP)                | UG                       | 10 658       | 21,69        | Retrait     | Retrait     |
|                          | Véronique Gélinaud       | LO                       | EXG                      | 756          | 1,54         |             |             |
|                          | Marie-Odile Trusch       | REC                      | REC                      | 716          | 1,46         |             |             |
|                          |                          |                          |                          |              |              |             |             |
| Votes valides            | Votes valides            | Votes valides            | Votes valides            | 49 141       | 96,51        | 48 749      | 94,93       |
| Votes blancs             | Votes blancs             | Votes blancs             | Votes blancs             | 1 132        | 2,22         | 1 726       | 3,36        |
| Votes nuls               | Votes nuls               | Votes nuls               | Votes nuls               | 646          | 1,27         | 876         | 1,71        |
| Total                    | Total                    | Total                    | Total                    | 50 919       | 100          | 51 351      | 100         |
| Abstention               | Abstention               | Abstention               | Abstention               | 26 156       | 33,94        | 25 738      | 33,39       |
| Inscrits / participation | Inscrits / participation | Inscrits / participation | Inscrits / participation | 77 075       | 66,06        | 77 089      | 66,61       |

#### Deuxième circonscription
- Député sortant : Nicolas Forissier (Les Républicains)

| Candidat                 | Candidat                 | Parti et coalition       | Nuances                  | Premier tour | Premier tour | Second tour | Second tour |
| Candidat                 | Candidat                 | Parti et coalition       | Nuances                  | Voix         | %            | Voix        | %           |
| ------------------------ | ------------------------ | ------------------------ | ------------------------ | ------------ | ------------ | ----------- | ----------- |
|                          | Marc Siffert             | RÀD (RN)                 | UXD                      | 24 512       | 41,71        | 27 242      | 47,24       |
|                          | Nicolas Forissier        | LR (UDC)                 | LR                       | 18 700       | 31,82        | 30 423      | 52,76       |
|                          | Clément Sapin            | PS (NFP)                 | UG                       | 13 783       | 23,46        | Retrait     | Retrait     |
|                          | Damien Mercier           | LO                       | EXG                      | 931          | 1,58         |             |             |
|                          | Pierre Schwarz           | DNM                      | DIV                      | 836          | 1,42         |             |             |
|                          |                          |                          |                          |              |              |             |             |
| Votes valides            | Votes valides            | Votes valides            | Votes valides            | 58 762       | 96,37        | 57 665      | 94,27       |
| Votes blancs             | Votes blancs             | Votes blancs             | Votes blancs             | 1 400        | 2,30         | 2 325       | 3,80        |
| Votes nuls               | Votes nuls               | Votes nuls               | Votes nuls               | 814          | 1,33         | 1 179       | 1,93        |
| Total                    | Total                    | Total                    | Total                    | 60 976       | 100          | 61 169      | 100         |
| Abstention               | Abstention               | Abstention               | Abstention               | 26 395       | 30,21        | 26 202      | 29,99       |
| Inscrits / participation | Inscrits / participation | Inscrits / participation | Inscrits / participation | 87 371       | 69,79        | 87 371      | 70,01       |